# Фёдоров, Александр Алексеевич (юрист)
Алекса́ндр Алексе́евич Фёдоров (24 мая 1923, Мещерское, Подольский уезд, Московская губерния, РСФСР, СССР ― 12 декабря 1999, Москва, Россия)  ― советский юрист, руководитель прокуратуры. Прокурор Марийской АССР (1962―1972), заместитель прокурора Рязанской области (1956―1961). Заслуженный юрист РСФСР (1968). Почётный работник прокуратуры РСФСР. Участник Великой Отечественной войны. Член ВКП(б) с 1944 года.

## Биография
Родился 24 мая 1923 года в с. Мещерское ныне Чеховского района Московской области в семье рабочих. Окончил среднюю школу.
В 1941 году призван в РККА. Участник Великой Отечественной войны: стрелок, окончил курсы младших лейтенантов, сначала командир роты противотанковых ружей, затем ― командир пулемётной роты отдельного гвардейского учебного стрелкового батальона 85 гвардейской стрелковой дивизии на 2 Прибалтийском и Западном фронтах, от сержанта до гвардии старшего лейтенанта. Был дважды ранен, в том числе в 1942 году получил тяжёлое ранение. В 1944 году принят в ВКП(б). Демобилизовался в 1946 году. За боевые заслуги награждён орденом Красной Звезды (трижды), в 1985 году ― орденом Отечественной степени I степени.
В 1948 году окончил Московскую юридическую школу. В 1948―1956 годах был народным судьёй Михайловского района Рязанской области, заместителем начальника управления юстиции Рязанского областного исполкома. С 1956 годах в должностях прокурора отдела общего надзора, начальника следственного отдела Рязанской областной прокуратуры, заместителя прокурора Рязанской области. В 1957 году окончил Всесоюзный юридический заочный институт.
В 1962―1972 годах руководил прокуратурой Марийской АССР. Признан одним из самых эффективных прокуроров в истории Марийской республики: большое внимание уделял укреплению законности и защите прав граждан, повышению качества надзора, подбору и росту кадров. В 1968 году ему присвоено почётное звание «Заслуженный юрист РСФСР». Также награждён орденами Трудового Красного Знамени, «Знак Почёта» и медалями.
С 1972 года был начальником отдела, а затем управления по надзору за рассмотрением уголовных дел в судах, с 1984 года ― начальником отдела по надзору за следствием в органах госбезопасности Прокуратуры РСФСР. Вышел на пенсию в 1991 году в классном чине государственного советника юстиции 3 класса.
В 1963―1975 годах, на протяжении 3 созывов, избирался депутатом Верховного Совета Марийской АССР.
Скончался 12 декабря 1999 года в Москве.

## Звания и награды
- Заслуженный юрист РСФСР (1968)[1][2]
- Почётный работник прокуратуры РСФСР
- Орден Трудового Красного Знамени
- Орден «Знак Почёта» (1971)[1][2]
- Орден Отечественной войны I степени (06.11.1985)
- Орден Красной Звезды (01.12.1943; 30.04.1944)[1][2]
- Медаль «За победу над Германией в Великой Отечественной войне 1941—1945 гг.» (09.05.1945)
- Медаль «Ветеран труда»
- Медаль «За доблестный труд. В ознаменование 100-летия со дня рождения Владимира Ильича Ленина»